# Administration présidentielle de l'Azerbaïdjan

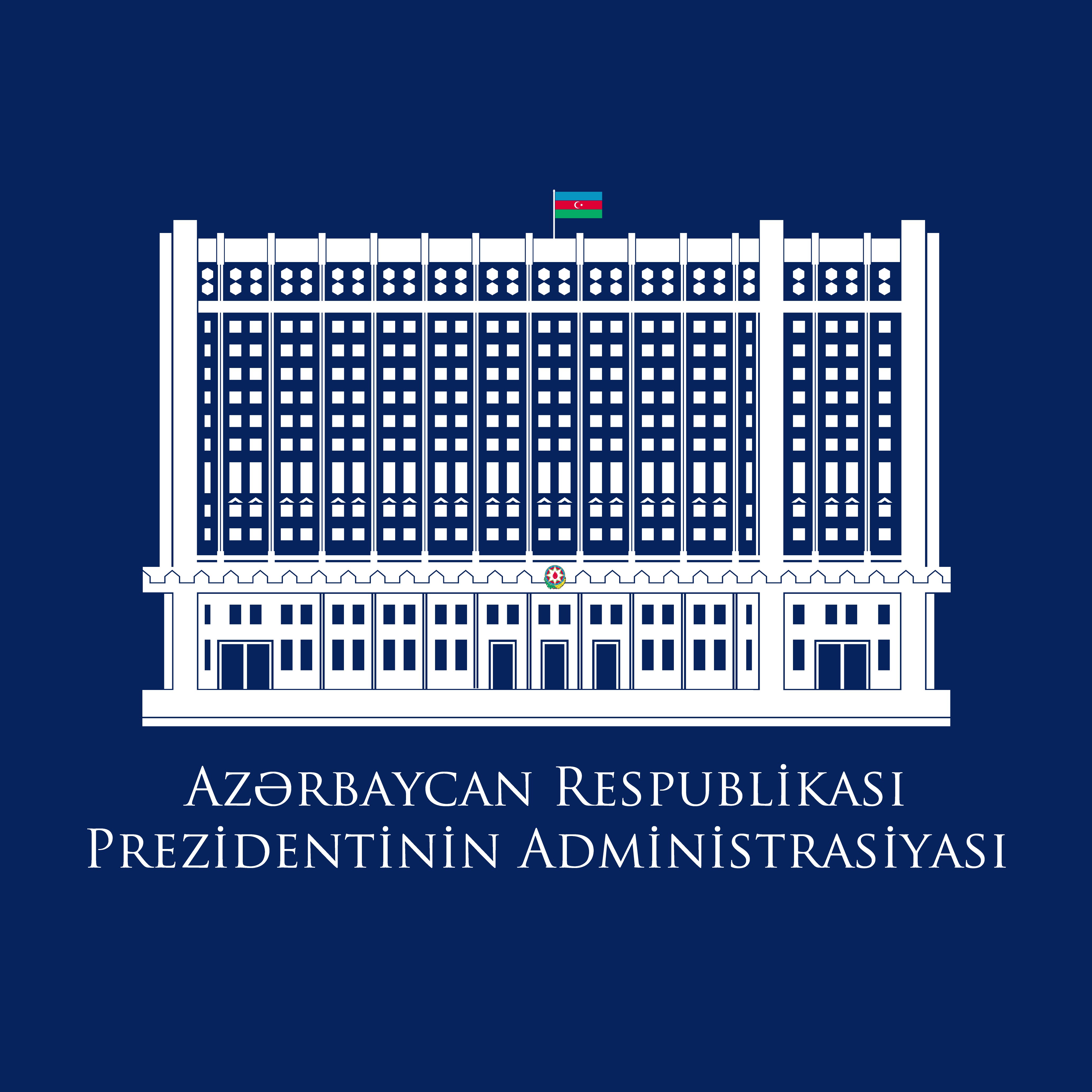
Logo Officiel

Le bureau du président de la république d'Azerbaïdjan (Azerbaïdjanais: Azərbaycan Respublikası Prezidentinin Administrasiyası) est l'administration exécutive du président de l'Azerbaïdjan. Le bureau est chargé de remplir les responsabilités constitutionnelles du président. Le siège social est situé sur la rue Istiglaliyyat de la capitale, Bakou,,,,,.  

## Histoire
Le bureau du président de l'Azerbaïdjan a été créé avec la déclaration de l'indépendance de l'Azerbaïdjan le 18 octobre 1991. L'administration est située dans un bâtiment de douze étages avec la surface faite de marbre et de granit. La construction du bâtiment, initiée par Heydar Aliyev, premier secrétaire du Parti communiste d'Azerbaïdjan et supervisée par le directeur de projet Fouad Oroudjov et les architectes Tahir Allahverdiyev et Madat Khalafov, a commencé en 1978 et a été achevée en 1986. Elle a ensuite été occupée Comité du Parti communiste d'Azerbaïdjan. Après la restauration de l'indépendance de l'Azerbaïdjan en 1991, le bâtiment a été attribué au président de l'Azerbaïdjan et à son administration et a été rebaptisé Palais présidentiel en 2005. 

## Structure
Le bureau du chef de l'administration présidentielle d'Azerbaïdjan a été dirigé, de 1994 à 2019, par Ramiz Mehdiyev ; il l'est depuis par Samir Nouriev. La structure du bureau est la suivante :
- Assistant du président de la république d'Azerbaïdjan
- Secrétariat du premier vice-président de la république d'Azerbaïdjan
- Assistant du président pour les questions de politique agraire, département
- Assistant du président pour les questions territoriales et organisationnelles, département
- Assistante du président pour le travail avec les forces de l'ordre et les questions militaires, département
- Assistant du président pour les questions de politique étrangère, département
- Assistant du président pour les questions publiques et politiques, département
- Assistant du président pour les questions économiques, Département
- Assistant du président pour la politique économique et les questions industrielles, département
- Assistant du président pour les relations transnationales, le multiculturalisme et les questions religieuses, département
- Secrétariat du président, assistant du président
- Secrétaire de presse du président
- Service du protocole du président
- Département de la fonction publique et des ressources humaines
- Département du contrôle de l'État
- Département de la politique de jeunesse et des questions sportives
- Département des questions de politique humanitaire
- Département du développement innovant et questions d'administration électronique
- Département de législation et d'expertise juridique
- Département de Travail avec Documents et Demandes de Citoyens
- Département de la recherche stratégique et de la planification
- Département administratif[9],[10]